# علي تراوري
علي تراوري (بالفرنسية: Ali Traore)‏ مواليد 28 فبراير 1985 في أبيدجان، هو لاعب كرة سلة فرنسي. بدأ مسيرته الاحترافية في سنة 2001. يبلغ طوله 6 قدم 10 بوصة (2.1 م). مثّل منتخب بلاده. شارك في دورة الألعاب الأولمبية الصيفية سنة 2012. حقق المركز الثاني في بطولة أمم أوروبا لكرة السلة 2011.

## المسيرة الاحترافية
لعب مع أسفيل باسكت في الدوري الفرنسي من سنة 2001 إلى 2004، ثم لعب مع إس تي بي لو هافر من سنة 2006 إلى 2008، ثم لعب مع أسفيل باسكت في الدوري الفرنسي من سنة 2008 إلى 2010، ثم لعب مع فيرتوس روما في الدوري الإيطالي في موسم 2010–2011، ثم لعب مع لوكوموتيف كوبان في الدوري الروسي في موسم 2011–2012، ثم لعب مع ألبا برلين في الدوري الألماني في سنة 2013، ثم لعب مع جاي إس إف نانتير في الدوري الفرنسي في سنة 2013.

## سجل المنافسة
شارك في المنافسات التالية:
- بطولة أمم أوروبا لكرة السلة 2011
- الألعاب الأولمبية الصيفية 2012

## الميداليات
| الميدالية | المسابقة                         |
| --------- | -------------------------------- |
| فضية      | بطولة أمم أوروبا لكرة السلة 2011 |

## روابط خارجية
- علي تراوري على موقع الاتحاد الدولي لكرة السلة (الإنجليزية)
- علي تراوري على موقع الدوري الأوروبي لكرة السلة (الإنجليزية)
- علي تراوري على موقع الدوري الإسباني لكرة السلة (الإسبانية)
- علي تراوري على موقع كرة السلة الأوروبية.كوم (الإنجليزية)
- علي تراوري على موقع DraftExpress.com (الإنجليزية)
- علي تراوري على موقع ريلجم (الإنجليزية)
- علي تراوري على موقع بروبوليرز (الإنجليزية)
- علي تراوري على موقع سبورتس رفرنس (الإنجليزية)
- علي تراوري على موقع اللجنة الأولمبية الدولية (الإنجليزية)
- علي تراوري على موقع أوليمبيديا (الإنجليزية)